# Вероватноћа
Вероватноћа је квантификација очекивања да ће се неки догађај десити. Теорија вероватноће квантификује вероватне догађаје. Вероватноћа се изражава бројем између 0 и 1, где, слободно говорећи, 0 указује на немогућност, а 1 указује на сигурност. Што је већа вероватноћа једног догађаја, то је вероватније да ће доћи до догађаја. Једноставан пример је бацање (непристрасног) новчића. Пошто је кованица непристрасна, два исхода („глава“ и „реп“) су једнако вероватна; вероватноћа „главе“ једнака вероватноћи „репа“; и пошто ниједан други исход није могућ, вероватноћа било које „главе“ или „репа“ је 1/2 (што би такође могло бити написано као 0,5 или 50%).
Овим концептима је дата аксиоматска математичка формализација у теорији вероватноће, која је у широкој употреби у таквим областима студирања као што су математика, статистика, финансије, коцкање, наука (посебно физика), вештачка интелигенција/машинско учење, информатика, теорија игара, и филозофија да се, на пример, извуку закључци о очекиваним учесталостима догађаја. Теорија вероватноће се такође користи за описивање исходишне механике и регуларности комплексних система

## Интерпретације
Када се користе експерименти који су случајни и добро дефинисани у чисто теоретском окружењу (попут бацања новчића), вероватноће могу да буду нумерички описане бројем жељених исхода подељеним укупним бројем свих исхода. На пример, бацање новчића два пута може да произведе „глава-глава”, „глава-реп”, „реп-глава”, и „реп-реп” исходе. Вероватноћа добијања исхода „глава-глава” је 1 од 4 исхода или 1/4 или 0,25 (или 25%). У погледу практичних примена разликују се две главне конкурентне категорије тумачења вероватноће, чији припадници поседују различита гледишта о основној природи вероватноће:
1. Објективисти додељују бројеве ради описивања неког објективног или физичког стања ствари. Најпопуларнија верзија објективне вероватноће је фреквентна вероватноћа, која тврди да вероватноћа случајног догађаја означава релативну учесталост појаве исхода експеримента, при понављању експеримента. Ово тумачење сматра да је вероватноћа релативна „дугорочна” учесталост исхода.[7] Модификација овога је вероватноћа склоности, која интерпретира вероватноћу као тенденцију неког експеримента да произведе известан исход, чак и кад се изведе само једном.
2. Субјективисти додељују бројеве по субјективној вероватноћи, тј., као степен веровања.[8] Степен веровања се интерпретира као „цена по којој бисте купили или продали опкладу која плаћа 1 јединицу корисности ако је Е, 0 ако није Е.”[9] Најпопуларнија верзија субјективне вероватноће је Бајесова вероватноћа, који укључује стручно знање као и експерименталне податке при евалуацији вероватноће. Стручно знање се представља путем неке (субјективне) дистрибуције претходне вероватноће. Ови подаци се инкорпорирају у функцију вероватноће. Нормализовани производ претходне и садашње вероватноће резултира у дистрибуцији постериорне вероватноће која инкорпорира све информације које су до сада познате.[10] Према теореми Ауманове сагласности, Бајесови утицаји чија претходна веровања су слична, производе слична постериорна веровања. Међутим, знатно различита претходна веровања могу да доведу до различитих закључака независно од тога колико информација ти утицаја деле.[11]

## Историја
Научно изучавање вероватноће је модерни развој у математици. Коцкање показује да је већ миленијумима постојао знатан интерес за квантификацију идеја вероватноће, али су прецизни математички описи настали знатно касније. Постоје разлози за спор развој математике вероватноће. Док су игре на срећу пружиле импетус за математичке студије вероватноће, фундаментална питања су остала нејасна због сујеверја коцкара.
Према Ричарду Џефрију, „пре средине седамнаестог века, термин „вероватан” (латински probabilis) је значио потврдив, и примењивао се у том смислу, недвосмислено, на мишљења и на дела. Вероватно дело или мишљење је било оно које би разумни људи предузели или држали, у датим ситуацијама.” Међутим, специфично у правном контекстима, 'вероватно' је исто тако могло да се односи на пропозиције за које постоје добри докази.
Шеснаестовековни италијански полимат Ђироламо Кардано је демонстрирао ефикасност дефинисања шанси као однос повољних и неповољних исхода (што подразумева да је вероватноћа догађаја дата односом повољних исхода и укупног броја могућих исхода). Наука о вероватноћи датира од преписке Пјера Ферма и Блез Паскала из 1654. године, а за њено заснивање заслужан је и Антоан Гомбо. Кристијан Хајгенс се од 1657. године први посветио изучавању ове области и са његовим резултатима вероватноћа је добила научни карактер. Вероватноћа се као грана математике третира од времена Јакоба Бернулија и његовог постхумно објављеног рада Ars Conjectandi 1713, и Абрахама де Муара у његовој Доктрини случајности издатој 1718. Додатне информације су доступне у делу Ијана Хакинга Појава вероватноће и раду Џејмса Френклина Наука о претпоставкама, који се баве историјама раног развоја самог концепта математичке вероватноће.
Теорија грешака датира још из рада Роџера Котеса Opera Miscellanea (постхумно објављеног 1722. године), док је мемоаре припремио Томас Симпсон 1755. године (објављене 1756). Котес је први применио теорију у дискусији грешака опсервација. У поновном издању (1757) тих мемоара су положени аксиоми према којима су позитивне и негативне грешке једнако вероватне, и да одређени приписиви лимити дефинишу опсег свих грешака. Симпсон је исто тако дискутовао континуиране грешке и описао вероватноћу криве.
Прва два закона грешке је формулисао Пјер Симон Лаплас. Први закон је објављен 1774. године, и према њему се фреквенција грешке може изразити као експоненцијална функција нумеричке величине грешке, без обзира на знак. Други закон грешке је Лаплас предложио 1778. године, и према њему је фреквенција грешке експоненцијална функција квадрата грешке. Други закон грешке се назива нормалном дистрибуцијом или Гаусовим законом. „Тешко је историјски приписати тај закон Гаусу, који упркос своје добре познате ране зрелости, вероватно није направио ово откриће пре него што је имао две године.”
Данијел Бернули (1778) увео је принцип максималног производа вероватноћа система истовремених грешака.
Адријен-Мари Лежандр (1805) развио је метод најмањих квадрата, а увео је тај метод у свом раду Nouvelles méthodes pour la détermination des orbites des comètes (Нови методи за одређивање орбита комета). Упркос Лежандровог доприноса, један ирско-амерички писац, Роберт Адријан, едитор часописа „The Analyst” (1808), први је извео закон о грешци,
{\displaystyle \phi (x)=ce^{-h^{2}x^{2}},}
где је {\displaystyle h} константа која зависи од прецизности опсервације, и {\displaystyle c} је фактор величине који осигурава да је површина испод криве једнака јединици. Он је дао два доказа, други од којих је есенцијално био исти као Џон Хершелов (1850). Гаус је дао први доказ који изгледа да је био познат у Европи (трећи након Адрајановог) 1809. године. Даље доказе су дали Лаплас (1810, 1812), Гаус (1823), Џејмс Ајвори (1825, 1826), Хејген (1837), Фридрих Бесел (1838), Донкин (1844, 1856), и Крофтон (1870). Додатне доприносе су направили Елис (1844), Де Морган (1864), Глејшер (1872), и Ђовани Скјапарели (1875). Петерсова (1856) формула за r, вероватну грешку појединачне опсервације, је добро позната.
У деветнаестом веку аутори на општој теорији су били Лаплас, Лакруа (1816), Литров (1833), Адолф Кетле (1853), Ричард Дедекинд (1860), Хелмерт (1872), Херман Лоран (1873), Лиагре, Дидион, и Карл Пирсон. Де Морган и Џорџ Бул су увећали изложеност теорије.
Андреј Марков је увео нотацију Маркових ланаца (1906), што је играло важну улогу у теорији стохастичких процеса и њених апликација. Модерну теорију вероватноће која је базирана на теорији мера је развио Андреј Колмогоров (1931).
У погледу геометријских аспеката (погледајте интегралну геометрију) били су утицајни доприноси у часопису The Educational Times (Милер, Крофтон, Макол, Волстенхолме, Вотсон, и Артемас Мартин).

## Теорија
Попут других теорија, теорија вероватноће представља своје концепте у формалном смислу — т.ј. у виду термина који се могу разматрати одвојено од њиховог значења. Такви формални термини се манипулишу правилима математике и логике, и сви резултати се интерпретирају и транслирају назад у домен проблема.
Постоје су бар два успешна покушаја формализације вероватноће, наиме Колмогорова формулација и Коксова формулација. У Колмогоровој формулацији (погледајте простор вероватноће), скупови се интерпретирају као догађаји, а сама вероватноћа као мера на класи скупа. У Коксовој теореми, вероватноћа се узима као полазна тачка (другим речима не анализира се даље) и нагласак се ставља на конструисање доследног додељивања вредности вероватноћа пропозицијама. У оба случаја, закони вероватноће су исти, изузев техничких детаља.
Постоје и друге методе квантификације неизвесности, као што је Теорија Демпстера — Шафера или теорија могућности, али оне су есенцијално различите и нису компатибилне са законима вероватноће као што се обично схватају.

## Примене
Теорија вероватноће се примењује у свакодневном животу у процени ризика и моделовању. Индустрија осигурања и тржишта користе актуарску науку за одређивање цена и доношење одлука о трговини. Владе примењују пробабилистичке методе у регулацији животне средине, анализи овлашћења (теорија поузданости старења и дуговечности), и финансијској регулацији.
Добар пример примене теорије вероватноће у трговању акцијама је утицај перципиране вероватноће било каквог широко распрострањеног сукоба на Блиском истоку на цене нафте, што има далекосежне утицаје на економију као целину. Процена робног трговца да је рат вероватнији може да узрокује пораст или пад цена робе, и да буде сигнал другим трговцима са сличним становиштем. Сходно томе, вероватноће се не процењују независно, нити су нужно веома рационалне. Теорија бихевиоралних финансија је формулисана да би се описао ефекат таквог групног размишљања на одређивање цена, на политику, и на мир и конфликте.
Поред финансијских процена, вероватноћа се користити у анализи трендова у биологији (нпр. ширење болести), као и у екологији (нпр. биолошки Панетови квадрати). Као и у финансијама, процена ризика може да буде корисна као статистичко оруђе за израчунавање вероватноће настанка нежељених догађаја и може да помогне у имплементацији протокола за избегавање таквих ситуација. Вероватноћа се користи при дизајну игара на срећу, тако да касина могу да остваре гарантоване профите, уз истовремено обезбеђивање исплата играчима које су довољно честе да подстичу континуирану игру.
Откриће ригорозних метода за процену и комбиновање процена вероватноће је изменило друштво. За већину грађана је важно да разумеју како се процене вероватноће врше, и како они могу да допринесу одлукама.
Још једна значајна примена теорије вероватноће у свакодневном животу је поузданост. При изради многих потрошачких производа, као што су аутомобили и потрошачка електроника, користи се теорија поузданости у дизајну производа да би се редуковала вероватноћа кварова. Вероватноћа кварова може да утиче на одлуке произвођача у погледу гаранција производа.

## Подела
Општа теорија вероватноће се дели на:
- Алеаторна вероватноћа
- Епистемичка вероватноћа

## Формализација вероватноће
Као и друге теорије, теорија вероватноће је опис концепта у формалним терминима, односно терминима који се посматрају одвојено од њиховог значења. Овим формалним терминима управљају правила математике и логике и резултати се тумаче и преносе и у том објашњеном облику враћају у област оквирне теорије.
Постоје најмање два успешна система аксиома вероватноће, два успешна покушаја да се формализује вероватноћа, који су названи Колмогорова формулација и Коксова формулација.
У оба случаја закони вероватноће су исти, са малом разликом у техничким детаљима:
- {\displaystyle 0\leq P(A)\leq 1}. Вероватноћа је број између 0 и 1;
- {\displaystyle P(\Omega )=1\,}. Збир вероватноћа да ће се посматрани догађај догодити, и да се он неће догодити износи 1;
- {\displaystyle P({\bar {A}})=1-P(A)}. Вероватноћа да ће се нека два догађаја догодити је једнака производу вероватноће једног од њих и вероватноће другог при услову да се први већ догодио;
- {\displaystyle P(\emptyset )=0}. Вероватноћа немогућег догађаја;
- {\displaystyle \sum _{i=1}^{n}P(A_{i})=1}. У једном потпуном систему догађаја {\displaystyle A_{i}} је њихов производ вероватноће једнак 1.

| Догађај     | Вероватноћа |
| ----------- | --- |
| A           | {\displaystyle P(A)\in [0,1]\,} |
|A супротно    | {\displaystyle P(A')=1-P(A)\,} |
| или         | {\displaystyle {\begin{aligned}P(A\cup B)&=P(A)+P(B)-P(A\cap B)\\&=P(A)+P(B)\qquad {\mbox{ако су А и Б међусобно искључиви}}\\\end{aligned}}} |
| и           | {\displaystyle {\begin{aligned}P(A\cap B)&=P(A\|B)P(B)\\&=P(A)P(B)\qquad {\mbox{ако су А и Б независни}}\\\end{aligned}}}                     |
| А условно Б | {\displaystyle P(A\|B)\,} |

### Представљање и интерпретација вредности у вероватноћи
Вероватноћа догађаја се представља као реалан број између 0 и 1. Немогућ догађај има вероватноћу 0, а сигуран догађај има вероватноћу 1. У случају да је једнака вероватноћа да ће се догађаји догодити, као и да неће, вероватноћа је 0,5.

### Расподеле
Расподела вероватноће је функција која додељује вероватноће елементима неког скупа. Расподела је дискретна ако је тај скуп пребројив (најчешће подскуп скупа природних бројева), а непрекидна ако је функција расподеле дефинисана на неком коначном или бесконачном интервалу скупа реалних бројева и непрекидна на њему. Скоро све расподеле од практичне важности су или дискретне или непрекидне.